# Chow chow (raza de perro)
El chow chow (o sencillamente chow) es una raza de perro originaria del norte de China, una de las pocas razas de perros antiguas que todavía existen hoy en día en el mundo, cuyo origen se cree que ocurrió aproximadamente hace 2.000 o 3.000 años. Se cree que fue uno de los perros nativos utilizados como modelo para el león de Fu, los guardianes tradicionales de piedra que se encuentran en las entradas de los templos y palacios budistas.

## Etimología
El nombre chow chow no es de origen chino, es de origen inglés. Cuando los marineros ingleses compraban mercancía para venderla en su país a finales de siglo XVIII (figuras de porcelana, piezas de marfil, joyas...) usaban un término para referirse a todo este tipo de artículos de lujo. Un capitán de barco prefería escribir "chow chow" a listar todos los objetos diversos que traían dentro de las cajas. Luego empezaron a importar perros entre sus mercancías y con el tiempo la expresión llegó a usarse para denominar únicamente al perro. Archivado el 7 de febrero de 2018 en Wayback Machine.

## Características físicas

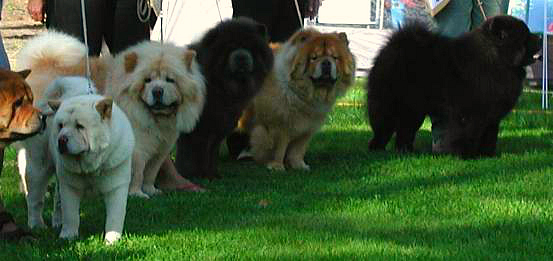
Chow chows de distintos colores.

Es un canino de cuerpo robusto, cráneo amplio y pequeñas orejas triangulares, erectas y levemente redondeadas en la punta —ligeramente inclinadas hacia delante. Sus ojos son pequeños, de forma almendrada y oscuros, desde marrón a negro. La trufa (nariz) es completamente negra, excepto en los ejemplares de color crema y blanco, en quienes se
permite la trufa color más claro; en los azules o leonados se admite la trufa del color del pelaje). El negro se debe preferir en todos los casos. El hocico es ancho con una mandíbula fuerte.
Tienen un movimiento característico en "zancas", debido a la peculiar conformación de sus patas traseras, las cuales carecen de ángulo, y hace que parezca que camina sobre zancos. Es un perro de movimiento ágil y balanceado, que junta las patas en paralelo, de dos en dos, al caminar. Esta raza tiene un pelaje denso que puede ser áspero o suave, el cual se acumula en mayor cantidad en su cuello, dándole su distintiva gola o crin. Su pelaje puede ser de color rojo, negro, azul y crema. No existen los Chow Chow manchados o de múltiples colores. En el vientre, en la parte posterior de los muslos y en la cola puede haber zonas de un tono ligeramente más claro.
Los chow chow se distinguen por su inusual lengua de color negra-azulada o morada. El gen para la lengua negra-azulada/púrpura es dominante en esta raza.

## Temperamento
Hoy en día, el chow chow es comúnmente un animal de compañía. 
Las muestras de timidez y agresión no son características de esta raza, siempre y cuando, el perro sea correctamente socializado desde cachorro, tiene un fuerte instinto territorial.
Los Chow Chows son ideales para convivir con otros animales, una buena convivencia depende de una buena selección y la socialización desde muy temprana edad
No es una raza muy activa, así es que la vida en un departamento le viene bien. A pesar de que la raza muestra poca energía la mayor parte del tiempo, necesita una rutina para poder explorar su entorno y así mantener un temperamento estable. Los dueños deben proporcionarle caminatas diarias, así sea en un pequeño lugar, por lo menos en dos sesiones de 30 minutos cada una, para satisfacer sus necesidades físicas y mentales.

## Salud
El chow chow es una de las raza de perros más afectada con displasia de codo. También es vulnerable a la displasia de cadera, luxación de rótula, enfermedad de tiroides, pénfigo foliáceo y desórdenes oculares como: entropión y ectropión. Así, un potencial comprador debería preguntar sobre el estado de salud de la mascota a comprar; un criador responsable debe proveer al cliente una garantía de salubridad del perro, junto con el historial veterinario de los padres del cachorro.